# Campeonato Mundial de Voleibol Masculino de 1970
El VII Campeonato Mundial de Voleibol Masculino se celebró en Sofía (Bulgaria) entre el 29 de septiembre y el 12 de octubre de 1970 bajo la organización de la Federación Internacional de Voleibol (FIVB) y la Federación Búlgara de Voleibol.

## Grupos
| Grupo A    | Grupo B        | Grupo C         | Grupo D           |
| ---------- | -------------- | --------------- | ----------------- |
| Bélgica    | Polonia        | Rumanía         | Unión Soviética   |
| Italia     | Brasil         | Países Bajos    | Mongolia          |
| Irán       | Finlandia      | Venezuela       | Guinea            |
| Bulgaria   | Checoslovaquia | Japón           | Alemania Oriental |
| Yugoslavia | Hungría        | Corea del Norte | Cuba              |
| Israel     | Estados Unidos | Francia         | Túnez             |

## Primera fase

### Grupo A
| Equipo     | J | G | P | SG | SP | DS  | PTS |
| ---------- | - | - | - | -- | -- | --- | --- |
| Bulgaria   | 5 | 5 | 0 | 15 | 0  | +15 | 10  |
| Bélgica    | 5 | 4 | 1 | 12 | 4  | +8  | 9   |
| Yugoslavia | 5 | 3 | 2 | 9  | 10 | -1  | 8   |
| Italia     | 5 | 2 | 3 | 9  | 9  | 0   | 7   |
| Israel     | 5 | 1 | 4 | 3  | 12 | -9  | 6   |
| Irán       | 5 | 0 | 5 | 2  | 15 | -13 | 5   |

### Grupo B
| Equipo         | J | G | P | SG | SP | DS  | PTS |
| -------------- | - | - | - | -- | -- | --- | --- |
| Checoslovaquia | 5 | 5 | 0 | 15 | 2  | +13 | 10  |
| Polonia        | 5 | 4 | 1 | 14 | 9  | +5  | 9   |
| Hungría        | 5 | 3 | 2 | 12 | 9  | +3  | 8   |
| Brasil         | 5 | 2 | 3 | 9  | 10 | -1  | 7   |
| Estados Unidos | 5 | 1 | 4 | 4  | 14 | -10 | 6   |
| Finlandia      | 5 | 0 | 5 | 5  | 15 | -10 | 5   |

### Grupo C
| Equipo          | J | G | P | SG | SP | DS  | PTS |
| --------------- | - | - | - | -- | -- | --- | --- |
| Japón           | 5 | 5 | 0 | 15 | 0  | +15 | 10  |
| Rumanía         | 5 | 4 | 1 | 12 | 5  | +7  | 9   |
| Corea del Norte | 5 | 3 | 2 | 8  | 9  | -1  | 8   |
| Países Bajos    | 5 | 2 | 3 | 8  | 10 | -2  | 7   |
| Francia         | 5 | 1 | 4 | 6  | 12 | -6  | 6   |
| Venezuela       | 5 | 0 | 5 | 2  | 15 | -13 | 5   |

### Grupo D
| Equipo            | J | G | P | SG | SP | DS  | PTS |
| ----------------- | - | - | - | -- | -- | --- | --- |
| Alemania Oriental | 5 | 5 | 0 | 15 | 1  | +14 | 10  |
| Unión Soviética   | 5 | 4 | 1 | 13 | 3  | +10 | 9   |
| Cuba              | 5 | 3 | 2 | 9  | +3 | 8   |     |
| Mongolia          | 5 | 1 | 2 | 5  | 13 | -8  | 6   |
| Túnez             | 5 | 1 | 2 | 5  | 14 | -9  | 6   |
| Guinea            | 5 | 1 | 2 | 4  | 14 | -10 | 6   |

## Fase final
| Equipo            | J | G | P | SG | SP | DS  | PTS |
| ----------------- | - | - | - | -- | -- | --- | --- |
| Alemania Oriental | 7 | 6 | 1 | 20 | 6  | +14 | 13  |
| Bulgaria          | 7 | 6 | 1 | 20 | 7  | +13 | 13  |
| Japón             | 7 | 5 | 2 | 18 | 8  | +10 | 12  |
| Checoslovaquia    | 7 | 4 | 3 | 13 | 13 | 0   | 11  |
| Polonia           | 7 | 3 | 4 | 12 | 16 | -4  | 10  |
| Unión Soviética   | 7 | 2 | 5 | 10 | 16 | -6  | 9   |
| Rumanía           | 7 | 2 | 5 | 10 | 18 | -8  | 9   |
| Bélgica           | 7 | 0 | 7 | 2  | 21 | -19 | 7   |

## Medallero
|                   |          |       |
| Alemania Oriental | Bulgaria | Japón |

## Clasificación general
| 1. Alemania Oriental |
| 2. Bulgaria          |
| 3. Japón             |
| 4. Checoslovaquia    |
| 5. Polonia           |
| 6. Unión Soviética   |
| 7. Rumanía           |
| 8. Bélgica           |
| 9. Corea del Norte   |
| 10. Yugoslavia       |
| 11. Hungría          |
| 12. Brasil           |
| 13. Cuba             |
| 14. Países Bajos     |
| 15. Italia           |
| 16. Mongolia         |
| 17. Francia          |
| 18. Estados Unidos   |
| 19. Israel           |
| 20. Finlandia        |
| 21. Irán             |
| 22. Túnez            |
| 23. Venezuela        |
| 24. Guinea           |

| Predecesor: Checoslovaquia 1966 | VII Campeonato Mundial de Voleibol Masculino 1970 | Sucesor: México 1974 |

- Datos: Q939382